# Languedoc-Roussillon Universités
Languedoc-Roussillon Universités est la communauté d'universités et établissements associant, de 2014 à 2019, les établissements d’enseignement supérieur et de recherche de l'académie de Montpellier (ancienne région Languedoc-Roussillon). La ComUE LR-Universités a été dissoute au 1er janvier 2020 par un décret du 31 décembre 2019.

## Historique
Avec la loi de programme pour la recherche de 2006 et le plan Campus, les établissements français ont été incités à se regrouper. Le pôle de recherche et d'enseignement supérieur (PRES) « Université Montpellier Sud de France » est créé en 2009, sous la forme juridique d’un établissement public de coopération scientifique. Ses membres fondateurs sont les trois universités dont la fusion est prévue par les statuts du PRES,. Le PRES est lauréat du Plan campus en 2008 mais pas des initiatives d'excellence.
Une modification des statuts entre en vigueur en 2012, avec de nouveaux membres fondateurs : l’université de Perpignan, l’université de Nîmes et l’école nationale supérieure de chimie de Montpellier ; le PRES prend le nom « PRES Sud de France ». 
Après la loi relative à l'enseignement supérieur et à la recherche de 2013 et la suppression des PRES, la communauté d'universités et établissements (ComUE) « Languedoc-Roussillon Universités » est créée le 29 décembre 2014, sous la forme juridique d’un établissement public à caractère scientifique, culturel et professionnel. 
La création de cette communauté intervient en même temps que la fusion des universités Montpellier-I et Montpellier-II.
Hébergée jusqu'en août 2017 à l'Institut de Botanique, la ComUE LR-Universités est, à partir de septembre 2017, située sur l'ancien site de l'École Nationale Supérieure de Chimie de Montpellier.
Le 1er janvier 2020, la ComUE LR-Universités est dissoute par le décret du 31 décembre 2019. Ses compétences sont alors partagées entre les établissements membres.

## Membres
À sa création, la ComUE « Languedoc-Roussillon Universités » regroupe les membres suivants :
- Université de Montpellier ;
- Université Montpellier Paul-Valéry ;
- Université Perpignan Via Domitia ;
- Nîmes Université ;
- École nationale supérieure de chimie de Montpellier ;
- Institut de recherche pour le développement ;
- Centre national de la recherche scientifique.
- Montpellier SupAgro

La ComUE LR-Universités porte le contrat pluriannuel de site 2015-2019 en matière de recherche, d'innovation, de formation et vie étudiante, de numérique, d'attractivité, de rayonnement et de vie sur le campus. La ComUE Languedoc-Roussillon Universités porte, administrativement et juridiquement, des pôles, composantes, services et projets fédérateurs inter-établissements, qui s’inscrivent dans ces 5 sphères d’activité :

### La structuration scientifique du site

#### ESPE-LR
L’École Supérieure du Professorat et de l’Éducation du Languedoc-Roussillon (ESPE-LR) forme les étudiants de l’Académie de Montpellier aux concours de recrutement des métiers de l’enseignement et délivre le diplôme Master MEEF en partenariat avec les quatre universités de l’Académie (l’Université de Montpellier, l’Université Paul Valéry-Montpellier 3, l’Université de Nîmes et l’Université de Perpignan Via Domitia). Sur l'année universitaire 2017/2018, 3 297 étudiants y ont été formés.

#### MSH Sud
La MSH Sud - Sciences Unies pour un autre Développement - est une fédération de recherche (FR2005 du CNRS). Dédiée à l’incubation de projets innovants, la MSH Sud associe chercheurs de toutes disciplines et acteurs socioéconomiques dans la co-construction d’un espace mutualisé de recherche interdisciplinaire. En 2018, la MSH Sud propose une plateforme d'analyse pluridisciplinaire pour observer la vie de deux étudiants dans un appartement connecté, dans le cadre du projet HUT,,.

### La politique des données

#### Archives Ouvertes / Open Access / Groupe OALR (Open Access Languedoc-Roussillon)
La Mission Archives Ouvertes/Open Access a pour objectif d'accompagner, de faciliter et de renforcer toutes les initiatives favorables aux pratiques de science ouverte dans les établissements membres. Ce travail vise avant tout le développement des dispositifs d'archive ouverte (plateformes de publications scientifiques librement accessibles), activité qui peut prendre la forme d'actions variées.

#### Portail web de l'offre de formation universitaire
Le portail Cales-LR est le catalogue en ligne de l’enseignement supérieur de l’Académie de Montpellier. Il présente, par domaine ou par niveau d’études, l’ensemble des cursus proposés par les 4 universités de l’Académie de Montpellier (l’Université de Montpellier, l’Université Paul Valéry-Montpellier 3, l’Université de Nîmes et l’Université de Perpignan Via Domitia).

#### Chaine vidéo des campus
Campus Mag LR mutualise les ressources audiovisuelles des établissements d'enseignement supérieur et de recherche pour la production de supports vidéo et promeut l'ensemble des réalisations audiovisuelles des campus de l'Académie de Montpellier sur sa chaîne YouTube. En 2013, Campus Mag-LR lance une émission mensuelle tournée depuis l'un des trois campus de Montpellier,.

### L’international

#### Service Accueil International Étudiants/Chercheurs
Le Service Accueil International Étudiants/Chercheurs (SAIEC) est une plateforme d’accueil multi-services (délivrance de titres de séjour, accompagnement des nouveaux étudiants par biais de parrainage, aide à la recherche de logement) pour les étudiants et chercheurs internationaux d’Est-Occitanie.

#### Centre de Service Euraxess LR
Le centre de Service Euraxess LR propose aux doctorants, chercheurs internationaux et leur famille, une assistance gratuite dans la préparation de leur arrivée, un accompagnement personnalisé dans leurs démarches administratives et vie pratique (visa/titre de séjour, santé, cours de FLE, compte bancaire…) durant leur séjour en France.

#### Dispositif Parrainage International
Il s’agit d’un dispositif d’accueil personnalisé pour les étudiants internationaux nouvellement arrivés à Montpellier, Nîmes ou Perpignan, mis en place en 2011. Des étudiants français ou étrangers accueillent, accompagnent et guident leurs filleuls pour faciliter l’intégration sur leur lieu d’études et dans la ville,.

### La politique des campus

#### Opération Campus
L’Opération Campus de Montpellier vise à requalifier et dynamiser les campus existants pour créer des lieux de vie, fédérer les grands campus et accroître leur visibilité internationale. L’équipe Campus définit et met en œuvre un projet immobilier et urbain concerté, pour le site de Montpellier, avec l’ensemble des partenaires et des collectivités territoriales associés.

#### Centre de soins Universitaire
Le Centre de Soins Universitaire de Montpellier (CSU) est un service inter-établissements qui offre une prise en charge et un parcours de santé adapté aux besoins des étudiants de Montpellier, sans avance de frais. Ouvert en 2016 sur le site de l'École Nationale Supérieure d'Architecture de Montpellier, le Centre de Soins s'installe à partir de septembre 2018 dans des locaux adaptés et équipés de plusieurs salles d'examen. La fréquentation progresse de 24% sur l'année 2017/2018.

#### Bar des Sciences
Le Bar des sciences de Montpellier, coproduit par l’Université de Montpellier et la ComUE Languedoc-Roussillon Universités, offre depuis plusieurs années un lieu de débat citoyen voué au dialogue entre sciences et sociétés.

#### Les Mercredis de l’Antiquité
Les Mercredis de l'Antiquité est un cycle de conférences mensuelles durant la période universitaire. Ce cycle est proposé par Le Musée des Moulages (Université Paul-Valéry Montpellier 3), le Musée Fabre, le site archéologique Lattara - Musée Henri-Prades, la ComUE Languedoc-Roussillon Universités et le LabEx ARCHIMEDE.

### L’insertion socio-économique

#### Pôle Étudiant pour l’Innovation, le Transfert et l’Entrepreneuriat
Le Pôle Étudiant Pour l’Innovation, le Transfert et l’Entrepreneuriat en Languedoc-Roussillon (PEPITE-LR) promeut depuis 2014 la culture entrepreneuriale auprès des étudiants. Il développe des actions de sensibilisation à l'entrepreneuriat, vecteur d’insertion professionnelle, à destination des étudiants et jeunes diplômés et les accompagne dans leur projet de création ou de reprise d’entreprise. Pepite-LR délivre le Statut National Étudiant-Entrepreneur et le Diplôme d'Établissement Étudiant-Entrepreneur (D2E) depuis 2015. En 2018, le 5e prix Pépite Tremplin pour l'Entrepreneuriat Étudiant a récompensé 53 lauréats, dont 6 lauréats régionaux.

#### Collège Doctoral du Languedoc-Roussillon
Le Collège Doctoral Languedoc-Roussillon, en soutien de 5 écoles doctorales de l’Académie de Montpellier, favorise l’insertion professionnelle des doctorants et valorise le diplôme du doctorat. Le Collège Doctoral LR est membre du réseau national des Collèges Doctoraux. Il s’adresse à environ 1700 Doctorants des établissements de l’Académie. Il porte chaque année l'organisation de Ma Thèse en 180 secondes, au niveau de l'Académie de Montpellier.

## Évolution démographique
Évolution démographique de la population universitaire 

| 2013  | 2014  | 2015  | 2016  | 2017  | 2018  | - | - |
| ----- | ----- | ----- | ----- | ----- | ----- | - | - |
| 1 535 | 2 910 | 3 178 | 3 453 | 3 348 | 2 873 | - | - |

## Textes réglementaires
- Décret no 2009-646 du 9 juin 2009 portant création de l’établissement public de coopération scientifique « Université Montpellier Sud de France »
- Décret no 2012-902 du 20 juillet 2012 modifiant le décret no 2009-646 du 9 juin 2009 portant création de l’établissement public de coopération scientifique « Université Montpellier Sud de France »
- Décret no 2014-1682 du 30 décembre 2014 portant approbation des statuts de la communauté d'universités et établissements « Languedoc-Roussillon Universités »